# Pere Tarrés Claret
Piotr Tarres Claret (ur. 30 maja 1905 w Manresie, zm. 31 sierpnia 1950 w Barcelonie) – hiszpański prezbiter, Błogosławiony Kościoła katolickiego.

## Życiorys
Pochodził z religijnej rodziny. Postanowił zostać lekarzem i, w 1921 roku studiował w Barcelonie. Był także zaangażowany w działalność w Akcji Katolickiej. W 1935 roku mianowano go zastępcą sekretarza nowej komisji diecezjalnej, a później został sekretarzem komisji archidiecezji. W rok później zdobył dyplom w dziedzinie medycyny. W Barcelonie założył klinikę medyczną dla potrzebujących. W czasie trwania wojny domowej w Hiszpanii modlił się, czytał i studiował. Wstąpił do seminarium w Barcelonie w dniu 29 września 1939 a, w dniu 30 maja 1942 roku otrzymał święcenia kapłańskie. Zmarł w opinii świętości.
Beatyfikował go papież Jan Paweł II 5 września 2004 roku w Loreto.